# Nick Brown (snowboardzista)
Nick Brown (ur. 8 lutego 1983) – nowozelandzki snowboardzista. Nie startował na igrzyskach olimpijskich. Jego najlepszym wynikiem na mistrzostwach świata w snowboardzie było 39. miejsce w Big Air na mistrzostwach w Arosa. Najlepsze wyniki w Pucharze Świata w snowboardzie osiągnął w sezonie 2009/2010, kiedy to zajął 265. miejsce w klasyfikacji generalnej.

## Sukcesy

### Mistrzostwa Świata
| Miejsce | Dzień       | Rok  | Miejscowość | Konkurencja | Zwycięzca      |
| ------- | ----------- | ---- | ----------- | ----------- | -------------- |
| 39.     | 19 stycznia | 2007 | Arosa       | Big Air     | Mathieu Crepel |

### Puchar Świata

#### Miejsca w klasyfikacji generalnej
- 2009/2010 – 265.

#### Miejsca na podium
1. Calgary – 30 stycznia 2010 (Slopestyle) – 3. miejsce